# Stare Sioło (rejon wietecki)
Stare Sioło (biał. Старое Сяло, Staroje Siało; ros. Старое Село, Staroje Sieło) – wieś na Białorusi, w obwodzie homelskim, w rejonie wieteckim, około 4 km na południowy zachód od Wietki i 12 km na północny wschód od Homla.